# Namasu
Namasu (膾) (膾?) é um prato Japonês que consiste em fatias cruas e finas (nama) de vegetais e frutos do mar, marinados em vinagre de arroz (su) por várias horas, levemente descascados. O prato Namasu foi levado da China para o Japão durante o período Nara (710-794).

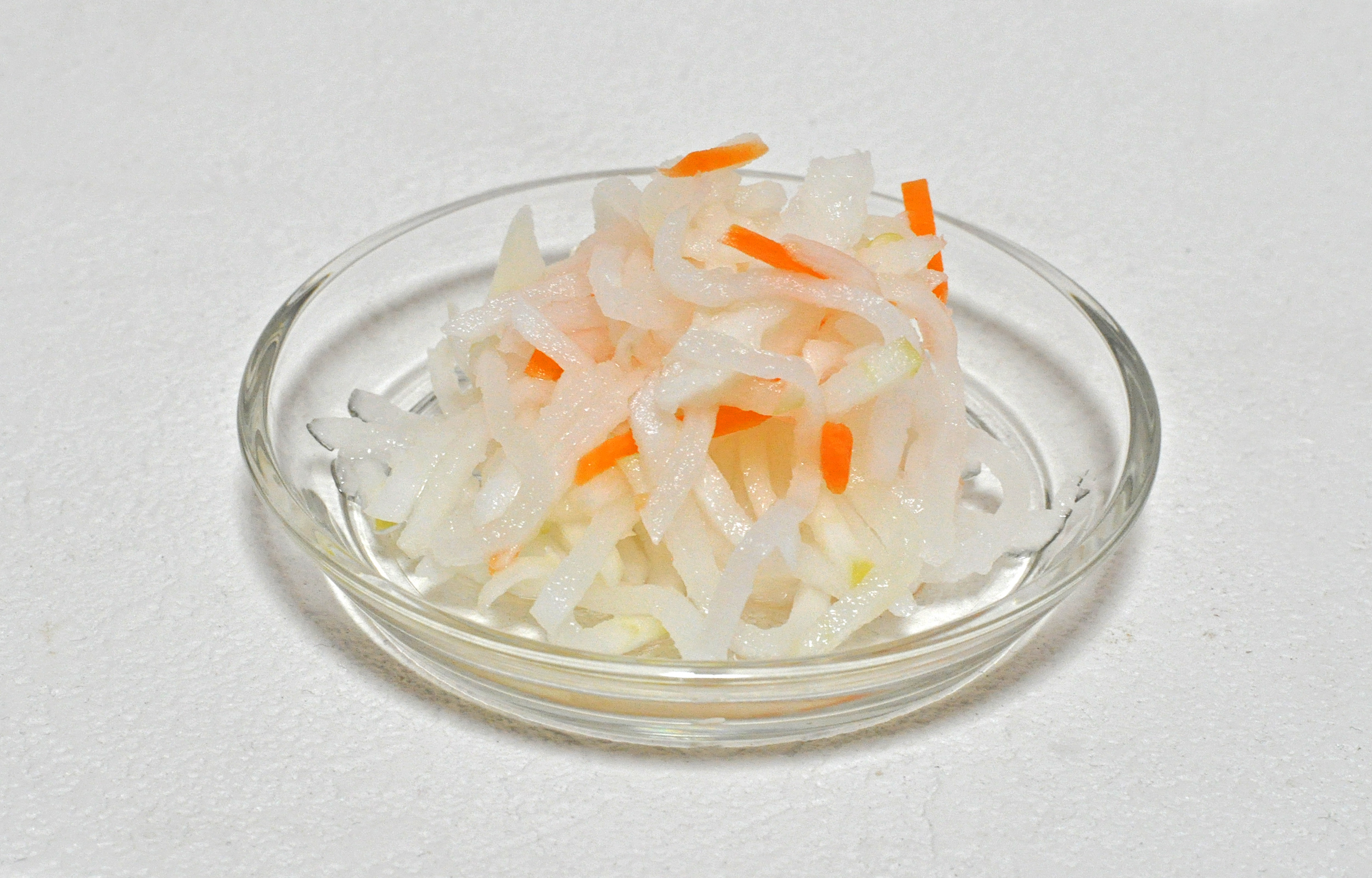
Vermelho e branco de namasu

Namasu também pode ser chamado de namasu-kiri (kiri significa "fatiado").
Sunomono e outros pratos de saladas avinagradas estão relacionados com namasu .